# Animatrònica

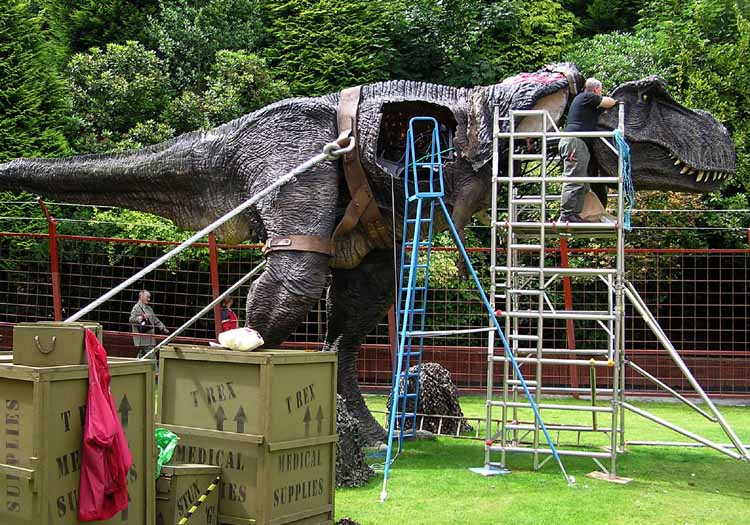
Tiranosaure animatrònic, durant la instal·lació al «Combe Martin Wildlife and Dinosaur Park» a Devon a Anglaterra.

L'animatrònica és la tècnica que simula l'aspecte i el comportament d'éssers vius amb mecanismes mecànics, robòtics o electrònics. Fa servir titelles o altres ninots mecànics, anomenats «animatrònics». Les figures són creades i programades perquè puguin ser controlades remotament, perquè puguin reproduir sons i recrear moviments senzills i complexos. La complexitat de la màquina depén de l'objecte a imitar.

## Cronologia
1220 - 1240: El Portfolio de Villard de Honnecourt representa un mecanisme d'escapament d'hora en un dibuix titulat Com fer que un àngel segueixi apuntant amb el  dit cap al Sol i un autòmat d'un ocell, amb ales articuladas.
1515: Leonardo da Vinci dissenya i construeix el Lleó autòmat.
1738: La construcció d'autòmats comença a la ciutat de Grenoble a França, per Jacques de Vaucanson. Primer, un flautista que podria tocar dotze cançons: Joueur de Flûte, seguit per un personatge tocant una flauta i un tambor o una pandereta - Joueur de Tambourin, i va concloure amb un ànec que movia, clacava, aletejava i menjava, el famós Canard digérateur.
1770: Pierre Jaquet-Droz i el seu fill Henri-Louis Jaquet-Droz, tots dos rellotgers suïssos, comencen a fabricar autòmats per a la reialesa europea. Un cop completats, van crear tres nines. Una nina podia escriure, l'altra tocava música i la tercera podia dibuixar.
1801: Joseph Jacquard construeix un teler que es controla de forma autònoma amb targetes perforades.
1939: Sparko, The Robot Dog, mascota d'Elektro, es presenta davant del públic. Un cavall al galop també va estar en exhibició a la Fira Mundial de 1939, en una exposició diferent de la de Sparko.
1961: Heinrich Ernst desenvolupa el MH-1, una mà mecànica operada per ordinador.
1961: Walt Disney encunya el terme àudio-animatrònic i comença a desenvolupar tecnologia animació electrònica moderna.
1963: Els primers animatrònics, anomenats audio-animatronics, creats per Disney van ser els Enchanted Tiki Birds de Disneyland.
1964: en la pel·lícula Mary Poppins, apareix un ocell animatrònic.
1965: la primera figura animatrònica d'una persona és creada per Disney és Abraham Lincoln.
1968: Golden Mario és el primer personatge animatrònic creat per a un restaurant. Va ser construït per Team Built el 1968.
1977: Obre les portes Chuck E. Cheese 's (llavors conegut com a Pizza Time Theatre), com el primer restaurant amb animatrónicos com a atracció.
1980: Showbiz Pizza Place obre amb Rock-Afire Explosion
1982: Ben Franklin és la primera figura animatrònica que puja unes escales.
1989: El primer animatrònic A-100 es desenvolupa per a l'atracció The Great Movie Ride en els estudis de Disney-MGM per representar The Wicked Witch of the West.
1993: La figura animatrònica més grossa mai construïda és el Tiranosaure rex per al film Jurassic Park.
1998: Tiger Electronics comença a vendre Furby, una mascota animatrónica amb més de huit-cents frases en anglès i la capacitat de reaccionar al seu entorn a Vernon Hills a l'estat d'Illinois.
11 maig 1999: Sony llança la mascota animatrònica AIBO al Japó.
2008: Senyor Potato Head a l'exposició de Toy Story té uns llavis amb una qualitat de moviment superior a qualsevol altra figura animació electrònica prèvia.
31 d'octubre de 2008 - 1 de juliol de 2009: S'incorpora tecnologia autonomatrònica en el personatge animatrònic d'Abraham Lincoln.
28 de setembre de 2009: Disney desenvolupa Otto, la primera figura interactiva que pot sentir i veure i les accions a la sala; D23 Expo.

## Història

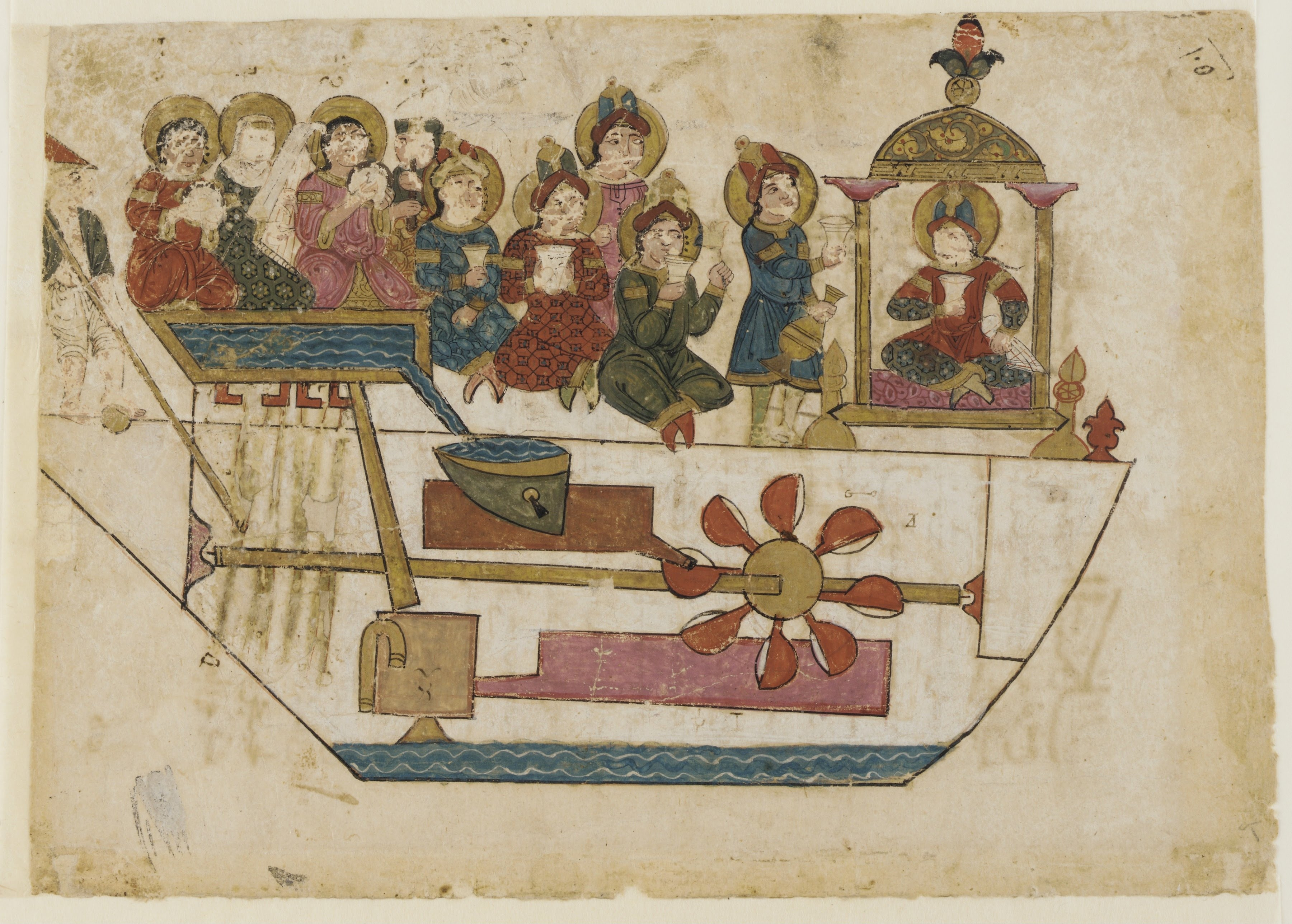
Vaixell de joguina de Al-Jazari, autòmates musicals

### Orígens
El text de Liezi del segle iii aC descriu una trobada entre el rei Mu de Zhou i un «artificiós» conegut com a Yan Shi, que va presentar al rei amb un autòmat de mida natural. La «figura» es va descriure com capaç de caminar, plantar i cantar, i quan es va observar un desmantellament es va compondre d'òrgans anatòmicament precisos.
El filòsof mohista Mozi del segle v aC i el seu contemporani Lu Ban s'atribueixen amb la invenció d'aus de fusta artificials (ma yuan) que van poder volar amb èxit a Han Fei Zi i el 1066, l'inventor xinès Su Song va construir un rellotge d'aigua en forma de torre on hi havia figures mecàniques que indicaven les hores.
A l'edat mitjana van destacar dos personatges, Albert el Gran i Al-Jazari amb la creació d'un autòmat de ferro que complia la funció d'un majordom i un rellotge mecànic.
El 1515, Leonardo da Vinci va dissenyar i construir el Lleó Automata, un dels animatrons més antics. El lleó mecànic va ser presentat per Giuliano de Medici de Florència a François I, rei de França com a símbol d'una aliança entre França i Florència. El Lleó Automata va ser reconstruït el 2009 segons descripcions contemporànies i els propis dibuixos del mecanisme de Da Vinci. El Lleó Automata va ser reconstruït el 2009 segons descripcions contemporànies i els propis dibuixos del mecanisme de Da Vinci. El robot era capaç de posar-se dret, assegut, obrir la visera i moure els braços. Els dibuixos van ser redescoberts a la dècada de 1950 i després es va construir una rèplica funcional.

### Principis d'implementacions

#### Rellotges

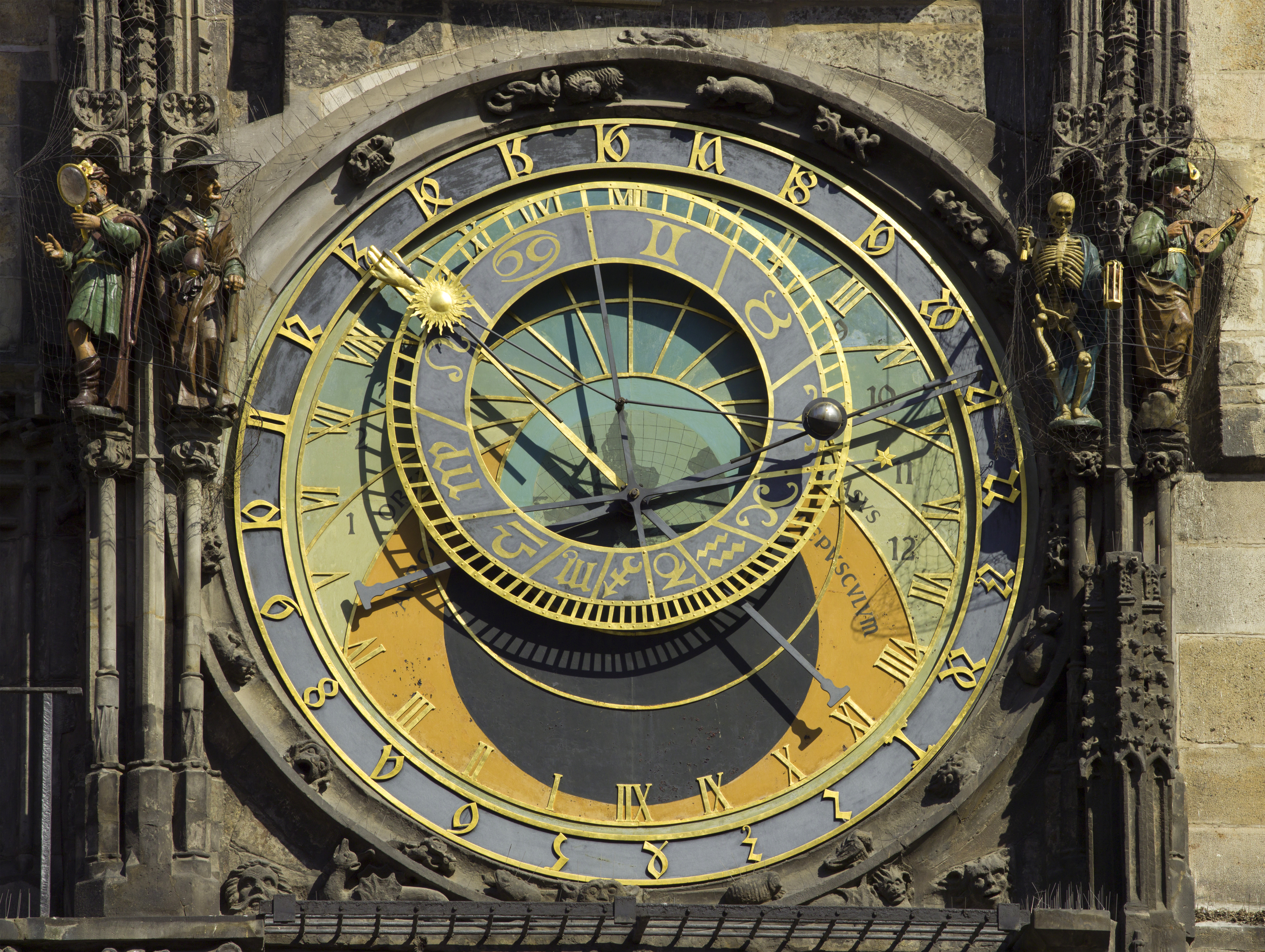
Rellotge Astronòmic a la casa de la vila de Praga

Encara que funcionals, els rellotges primerencs també es van dissenyar com a novetats i espectacles que integraven les característiques de l'animatrònica primerenca.
Aproximadament del 1220-1230, el mestre d'obres Villard de Honnecourt (1200-1250) va escriure el seu manuscrit, conegut com Le Carnet  al qual, entre d'altres representa un mecanisme d'escapament primerenc en un dibuix titulat «Com fer que un àngel segueix apuntant el dit cap al Sol» i un autòmat d'un ocell, amb ales articulades que van ser implementades en el disseny de rellotges. A causa de la grandària i complexitat, la majoria d'aquests rellotges es van construir com a espectacles públics al centre de la ciutat. Un dels primers va ser el rellotge d'Estrasburg, construït al segle xiv que ocupa tot el costat d'un mur de la catedral. Contenia un calendari astronòmic, autòmats que representaven animals, sants i la vida de Crist. El rellotge encara funciona  avui, però ha sofert diverses restauracions al curs del temps. El rellotge astronòmic de Praga va ser construït el 1410, a partir del segle xvii s'hi van afegir figures animades.
La primera descripció d'un modern rellotge de cucut va ser el noble d'Augsburg Philipp Hainhofer el 1629. El rellotge pertanyia al príncep elector August de Saxònia. Cap a 1650, el funcionament es va comprendre i es va difondre àmpliament en el manual d'Athanasius Kircher sobre la música, Musurgia Universalis. En aquesta primera descripció documentada de com funciona un cuco mecànic, es descriu un òrgan mecànic amb diverses figures automatitzades.
A Alemanya del segle xviii, els rellotgers van començar a fer rellotges de cucut a la venda.

#### Atraccions
Un banquet en l'honor de Camilla d'Aragó a Itàlia, 1475, va comptar amb un camell automatitzat real. L'espectacle va ser una part d'una desfilada més gran que va continuar durant dies.
El 1454, el duc Philip va crear un espectacle anomenat The extravagant Feast of the Faisan, que tenia la intenció d'influir en els companys del duc per participar en una croada contra els otomans, però va acabar sent una gran mostra d'autòmates, gegants i nans.
Giovanni Fontana, un enginyer de Padua el 1420, va desenvolupar Bellicorum instrumentorum liber que inclou un titella d'un camélide impulsat per un primat vestit dues vegades més alt que un ésser humà i un autòmat de Maria Magdalena.

### Actualitat
La animatrónica d'avui dia empra dispositius controlats per ordinador, així com controls per ràdio o manuals. Els moviments específics s'aconsegueixen mitjançant motors elèctrics, cilindres pneumàtics o hidràulics i mecanismes controlats per cable. El tipus d'element a utilitzar es decideix en funció dels paràmetres del personatge, els moviments concrets que calen i les limitacions del projecte. La tecnologia ha avançat a l'instant que els ninots animatrónics poden arribar a ser indistinguibles de les seves contrapartides vives.

## Usos

### Atraccions
Les primeres animatròniques modernes es poden trobar en robots antics. Alguns d'aquestes robots, eren en realitat animatrònics, però van ser classificats com a robots, ja que el terme animatrònic encara no s'havia popularitzat.

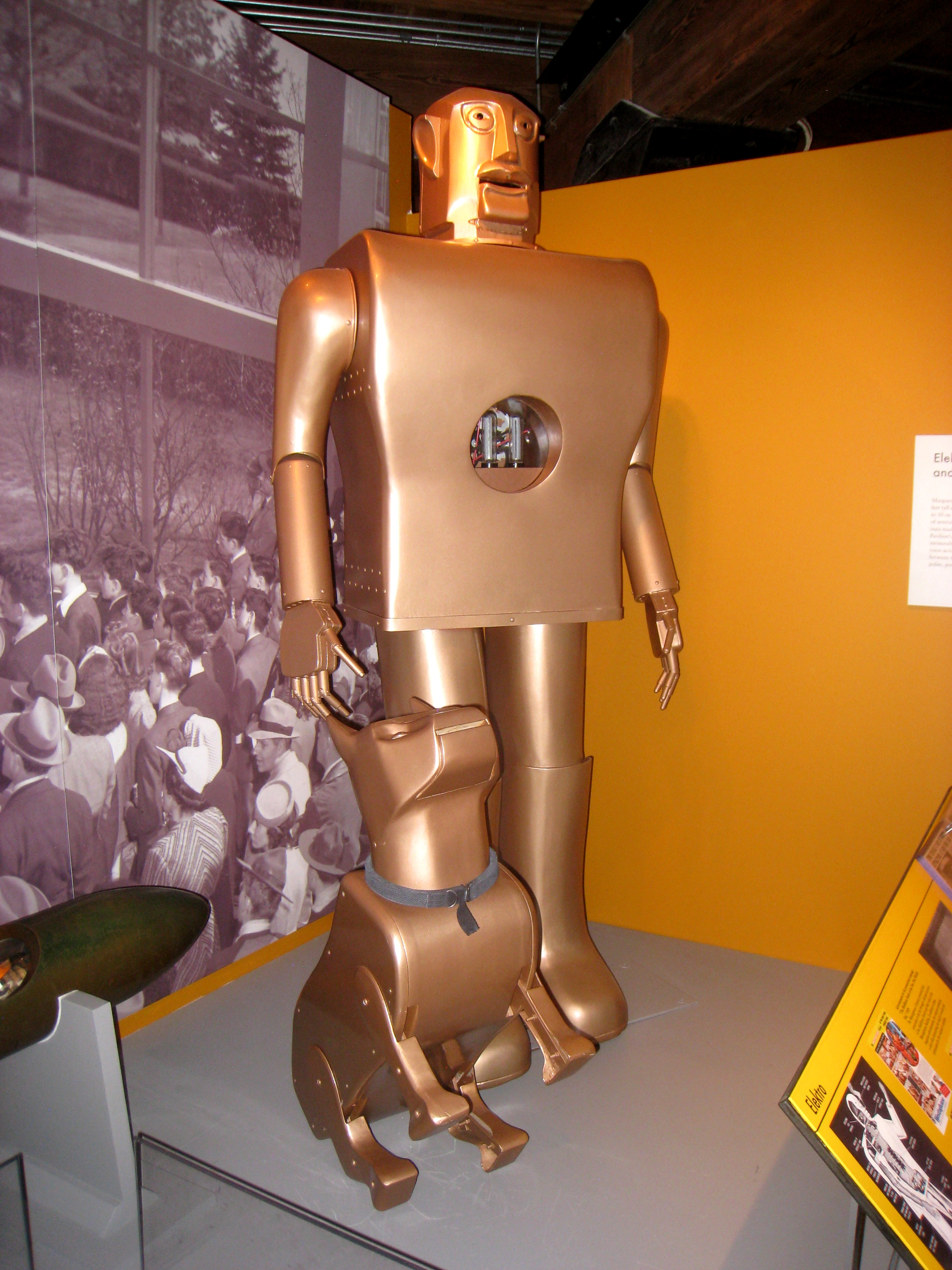
Elektro the Robot i Sparko the Robot Dog

Els primers personatges animatrònics que es van mostrar al públic van ser un cavall i un gos. Ambdós eren l'atracció de dos espectacles diferents durant la New York World's Fair del 1939. Un dels robots era Sparko, The Robot Dog, mascota de Elektro the Robot. Sparko va representar el primer animal vivent i es va convertir en el primer personatge animatrònic modern, junt amb el cavall que anava al galop de manera realista. Aquest cavall també va estar a la New York World's Fair de 1939.
Walt Disney sovint és acreditat per popularitzar l'animatrònica per a l'entreteniment després d'haver comprat un ocell animatrònic mentre estava de vacances, encara que es discuteix si era a Nova Orleans o a Europa. La visió de Disney per a l'àudio-animatrònica es va centrar principalment en representacions patriòtiques més que divertides.
El 1951, dos anys després que Walt Disney descobrís l'animatrònica, va encarregar al maquinista Roger Broggie i l'escultor Wathel Rogers dirigir un equip encarregat de crear una figura de 22 centímetres que pogués moure's i parlar simulant rutines de dansa realitzades per l'actor Buddy Ebsen. Es va anomenar 'Project Little Man', però mai va ser acabat. Un any més tard, es va crear la Walt Disney Imagineering.
Després de "Project Little Man", el primer projecte de l'equip Imagineering era un "Cap Xinès" que es va exhibir al vestíbul de la seva oficina. Els clients podien fer preguntes al cap i aquest responia amb paraules de saviesa. Els ulls parpellejaven i la boca s'obria i es tancava.
La companyia de producció de Walt Disney va començar a utilitzar animatronics el 1955 per a la marxa de Disneyland, el Jungle Cruise i més tard per la seva atracció de la Sala de Tiki Enchanted de Walt Disney que va presentava l'animatrònic "Enchanted Tiki Birds".
La primera figura àudio-animatrònica humana completament creada va ser Abraham Lincoln, creada per Walt Disney el 1964 per a la Fira Mundial de 1964 a Nova York. El 1965, Disney va actualitzar la figura i la va anomenar Lincoln Mark II que va aparèixer a l'òpera de Disneyland Resort a Califòrnia. Durant tres mesos, el Lincoln original actuava a Nova York, mentre que el Lincoln Mark II feia 5 actuacions per hora a Disneyland. El llenguatge corporal i els moviments facials es van adaptar a la perfecció amb el discurs gravat. L'actor Royal Dano era la veu de la versió animatrònica d'Abraham Lincoln.

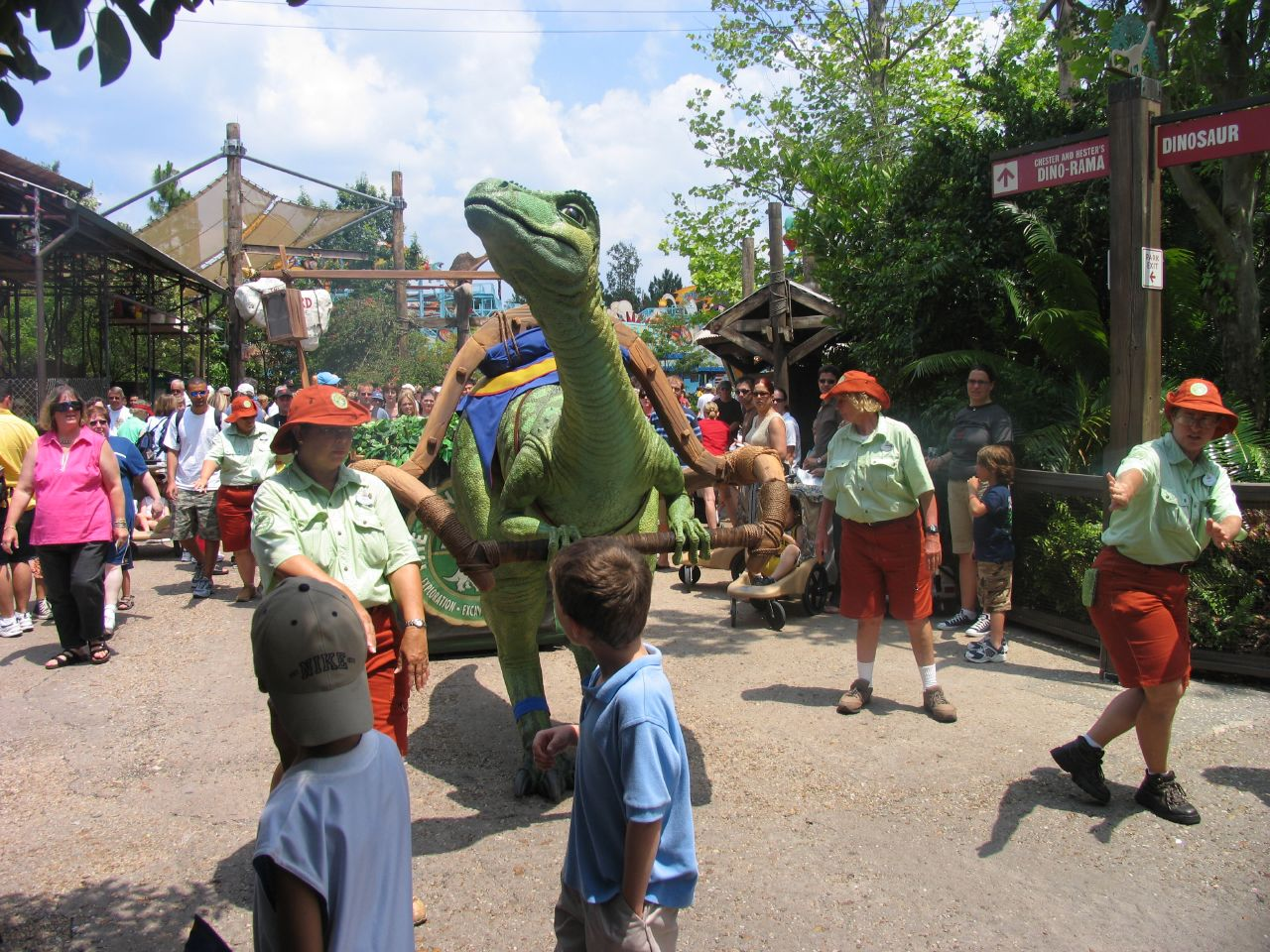
Lucky el Dinosaure

Lucky el Dinosaure és un Segnosaurus verd d'aproximadament 8 peus d'alçada (2,4 m) que tira d'un carro cobert de flors i està liderat per "Chandler the Dinosaur Handler". Lucky és important perquè va ser la primera gravació d'animació i àudio-animació creada per Imagineers de Disney. El carro de flors que tira amaga l'ordinador i la font d'alimentació.
El Laboratori Mòbil de Muppet és una atracció d'entreteniment d'àudio i animació creada per Walt Disney Imagineering. Dos personatges de muppets, el Dr. Bunsen Honeydew i el seu assistent, Beaker, piloten el vehicle a través del parc, interactuant amb els clients i desplegant efectes especials, com ara nebulitzadors, llums de descàrrega, senyals mòbils, canons de confeti i dolls d'aspersió. Actualment es desplega a Disneyland a Hong Kong.
The Rock-afire Explosion era una banda animatrònica que va jugar a Showbiz Pizza Place des de 1980 fins a 1992.

### Cinema i televisió
La principal utilitat de l'animatrónica es dona en el camp de la cinematografia i els efectes especials.
La indústria cinematogràfica ha estat un motor que ha revolucionat la tecnologia utilitzada per desenvolupar l'animatrònica.

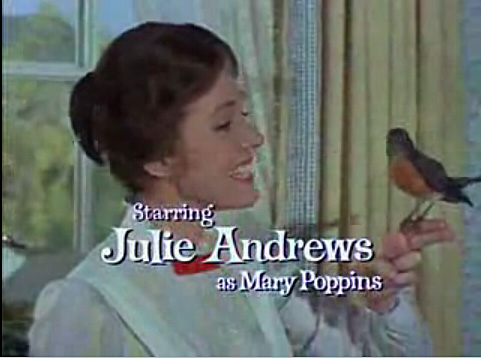
Ocell animatrònic en la pel·lícula Mary Poppins

Els animatrònics s'utilitzen en situacions en què no existeix una criatura determinada, l'acció és massa arriscada o costosa per a l'ús d'actors o animals reals, o l'acció mai no es pot obtenir amb una persona viva o animal. El seu avantatge principal sobre les imatges generades per ordinador i stop motion és que la criatura simulada té una presència física que es mou davant de la càmera en temps real. La tecnologia darrere de l'animatrònica s'ha anat fent més avançada i sofisticada al llarg dels anys, fent que els titelles siguin encara més realistes.
Els animatrònics van ser presentat per primera vegada per Disney a la pel·lícula de 1964 Mary Poppins, que va presentar un ocell animatrònic. Des de llavors, l'animatrònica s'ha utilitzat àmpliament en pel·lícules com Jaws i E.T., que es basava en gran manera en l'animatrònica.
Directors com Steven Spielberg i Jim Henson han estat pioners en l'ús de l'animatrònica en la indústria cinematogràfica.

Escena de Jurassic Park

La pel·lícula de 1993 Jurassic Park va utilitzar una combinació d'imatges generades per ordinador juntament amb dinosaures animatrònics de mida real construïts per Stan Winston i el seu equip. L'animatrònic "T. rex" de Winston era de gairebé 6.1 m, de 12 m de longitud i fins i tot l'animatrònica més gran que pesava 4.100 kg, va ser capaç de recrear perfectament l'aparença i moviment natural a la pantalla d'un tiranosaure rex de mida completa.
Jack Horner el va anomenar com "el més proper que he estat de veure un dinosaure viu". Els crítics es van referir als dinosaures de Spielberg d'una manera sorprenentment -i terriblement- realista.
La miniserie 1999 de la BBC Walking with Dinosaurs es va produir amb una combinació d'aproximadament 80% d'imatges generades per ordinador i 20% de models animatrònics. La qualitat de les imatges informàtiques era bona, però l'animatrònica encara era millor, sobretot en els primers plans dels dinosaures. Aquests animatrònics van ser dissenyats per la companyia britànica Crawley Creatures. L'espectacle va ser seguit el 2007 amb una adaptació en viu de la sèrie, Walking with Dinosaurs: The Arena Spectacular.
Geoff Peterson és un esquelet animal animatrònic que serveix com a company d'aprenentatge al programa de conferències The Late Late Show amb Craig Ferguson. Sovint anomenat "esquelet robot", Peterson és un animatrònic controlat per radiocontrol dissenyat i construït per Grant Imahara de MythBusters.

### Publicitat
La campanya de publicitat britànica de Cadbury Schweppes titulada Gorilla va presentar un actor dins d'un vestit de goril·la amb un rostre animatronicament animat.
Slowskys va ser una campanya de publicitat per al servei d'Internet de banda ampla Xfinity de Comcast Cable. L'anunci presenta dues tortugues animatròniques, i va guanyar el premi Gold Effie el 2007.

### Joguines
Alguns exemples de joguines animatròniques inclouen Teddy Ruxpin, Big Mouth Billy Bass, Kota the Triceratops, Pleo, WowWee Alive Chimpanzee, Microsoft Actimates i Furby.

### Videojocs
Els animatrònics són els personatges principals del videojoc de terror: Five Nights at Freddy's.

## Empreses
Algunes de les principals empreses de animatrónica són «Garner Holt Productions, Inc.» de San Bernardino, Califòrnia; «UCFab International, LLC» de Apopka, Florida; «Sally Corporation» de Jacksonville, Florida; o «Lifeformations» de Bowling Green, Ohio.
Històricament una de les pioneres és la «The Jim Henson Company», de Jimmy Henson, el creador entre d'altres de Barri Sèsam, The Dark Crystal i Laberint, i el seu col·laborador Frank Oz.
Pel que fa als parcs temàtics, com s'ha citat anteriorment, els pioners van ser la Walt Disney Imagineering, una divisió del conglomerat d'empreses de la Disney encarregada dels dissenys i construcció dels parcs temàtics de la productora.

## Disseny

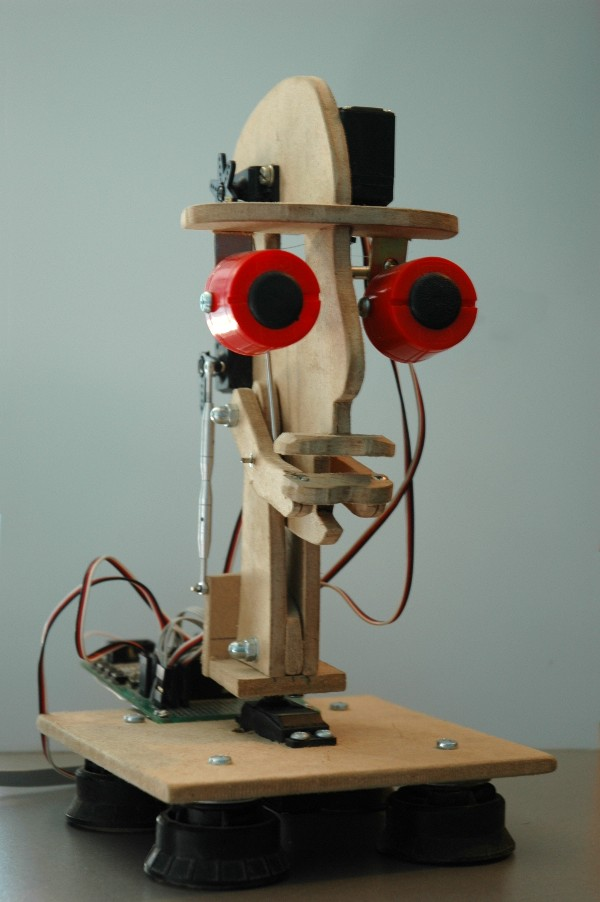
Estructura interna d'un animatrònic.

El disseny d'un animatrònic, requereix de l'ús de tècniques i de materials que facin que un robot pugui simular una vida, per tant a l'hora de la creació d'un animatrònic, és necessària una prèvia investigació d'allò que es vol simular. Aquesta anàlisi ha de considerar tots els moviments dels personatges, la mobilitat dels seus músculs i la seva propia anatomia. Un cop s'ha dut a terme aquesta anàlisi, es poden començar a dur a terme les fasses tècniques de la creació: elements mecànics, elèctrics i elements de control.
- La part de la mecànica, és l'encarregada de dur a terme l'estructura i tots els moviments que ha d'imitar
- L'electrònica s'encarrega de donar l'energia suficient al animatrònic i defineix els elements d'entrada i els comportaments de sortida.
- El control dona les instruccions necessàries per a poder donar vida a l'animatrònic

Per a la creació d'un ninot d'aquestes característiques s'han de tindre en compte tots aquells factors vitals que poden humanitzar al robot, com per exemple: la boca, els ulls, el coll... en resum, tots els miviments musculars. Els moviments específics s'aconsegueixen a partir de motors hidràulics, cilíndres pneumàtics o hidràulics i mecanismes controlats per cable. La tipologia d'elements a usar es decideix en funció de tots els paràmetres del personatge, els moviments concrets que calen i totes aquelles limitacions que el projecte pugui tindre.
Per finalitzar, si es vol que un animatrònic tingui una similitud física amb l'element a imitar es poden utilitzar materials que simulan la pell d'aquells éssers vius, d'aquesta manera tota la part mecànica queda recoberta. Els materials més ussats són la silicona, la resina de niló i per acabar l'acrílic

## Animatrònica i intel·ligència artificial
L'animatrònica juntament amb la intel·ligència artificial és el que dona com a resultat els androides, com es sol conèixer als robots que imiten el comportament humà. Tenim una tècnica capaç de dotar de l'aspecte i comportament de seres vius a màquines. És a dir, 'humanitzar' als robots. Però ja no només parlem que els moviments siguin molt reals, sinó que a més, sembla real gràcies a la pell sintètica que han fet servir i al maquillatge.
L'empresa Disney está a punt d'usar l'animatrònica i la intel·ligència artificial per simular un dels seus personatges a la vida real: Pascal, un dels personatges de la pel·lícula "Enredados".
D'altra banda, Dubai ja està usant policíes robots creats per PAL Robotics.

## Educació
L'animatrònica s'ha desenvolupat com una carrera que combina les disciplines de ingeniería mecànica, la fosa i l'escultura, tecnologies de control, sistemes elèctrics i electrònics, control de ràdio i airbrushing.
Algunes universitats i escoles ofereixen cursos o assigatures d'animatrònica. Aquells interessats en l'animatrònica normalment estudien una carrera en robòtica que està molt relacionada amb les especialitzacions que es necessiten per la ingenieria animatrònica.
Els estudiants que aconsegueixen graduar-se en aquesta carrera normalment hauran estudiat crèdits com ara: 
- Ingenieria mecànica
- Robòtica Industrial
- Modelació de sistemes robòtics
- Ingenieria robòtica
- Fonaments de la teoria de la robòtica
- Introducció a la robótica